# مستصفرة الفاصوليا
مستصفرة الفاصوليا (الاسم العلمي: Xanthomonas phaseoli) هي نوع من البكتيريا يتبع جنس المستصفرة من الفصيلة المستصفرية.